# Ервин Гилмајстер
Ервин Гилмајстер (Торуњ, 11. јул 1907 — Минхен, 26. новембар 1993) био је немачки атлетичар, члан клуба ДСВ Хановер из Хановера, специјалиста за спринт. Као део немачке репрезентације са штафетом 4 х 100 м освојио је бронзану медаљу на Олимпијским играма 1936 у Берлину и Европском првенству 1934. у Торину. На националним првенствима никад није успео да победи, а једном био је други 1936.

## Значајнији резултати
| Датум              | Такмичење             | Место              | Пласман            | Дисциплина         | Резултат           |
| Нацистичка Немачка | Нацистичка Немачка    | Нацистичка Немачка | Нацистичка Немачка | Нацистичка Немачка | Нацистичка Немачка |
| ------------------ | --------------------- | ------------------ | ------------------ | ------------------ | ------------------ |
| 1934               | Европско првенство    | Торино             |                    | 4 х 100 м          | 41,0               |
| 1936               | Летње олимпијске игре | Берлин             |                    | 4 х 100 м          | 41,2               |

Састави штафета са којима је освајао медаље
Европско првенство 1934.:Егон Шајн, Ервин Гилмајстер, Герд Хорнбергер, Ерих Борхмајер
Летње олимпијске игре1936.:Вилхем Лајхум, Ерих Борхмајер, Ервин Гилмајстер, Герд Хорнбергер.